# Aziatische kampioenschappen wielrennen 2013 – Wegwedstrijd mannen junioren
De wegwedstrijd voor mannen junioren op de Aziatische kampioenschappen wielrennen 2013 werd gehouden op 15 maart van dat jaar. De 56 deelnemers moesten een parcours van 99,4 kilometer in en rond New Delhi afleggen. De Kazach Jerlan Pernebekov volgde de Japanner Hiroki Nishimura op als winnaar.

## Uitslag
| Plaats | Naam                | Tijd     |
| ------ | ------------------- | -------- |
| Goud   | Jerlan Pernebekov   | 2u18'12" |
| Zilver | Dmïtrïy Rïve        | z.t.     |
| Brons  | Saya Kuroeda        | + 1'18"  |
| 4      | Maksïm Ştırbwlov    | z.t.     |
| 5      | Vladislav Galjanov  | z.t.     |
| 6      | Huỳnh Thanh Tùng    | z.t.     |
| 7      | Kota Yokoyama       | + 1'23"  |
| 8      | Grïgorïy Şteyn      | z.t.     |
| 9      | ĐỗPhước Tuấn        | + 1'25"  |
| 10     | Sergej Medvedev     | z.t.     |
| 11     | Irwandie Lakasek    | + 1'27"  |
| 12     | Masaki Yoshida      | z.t.     |
| 13     | Mow Ching Ying      | + 1'31"  |
| 14     | Jabbar Hunar        | + 1'53"  |
| 15     | Masaki Yamamoto     | + 3'35"  |
| 16     | Jachongir Darmonov  | + 7'47"  |
| 17     | Elyas Yusoff        | + 7'53"  |
| 18     | Leung Ka Yu         | + 8'17"  |
| 19     | Cho Hyun-jun        | + 8'46"  |
| 20     | Dovrangeldi Nokerov | + 9'43"  |